# Cờ dân sự

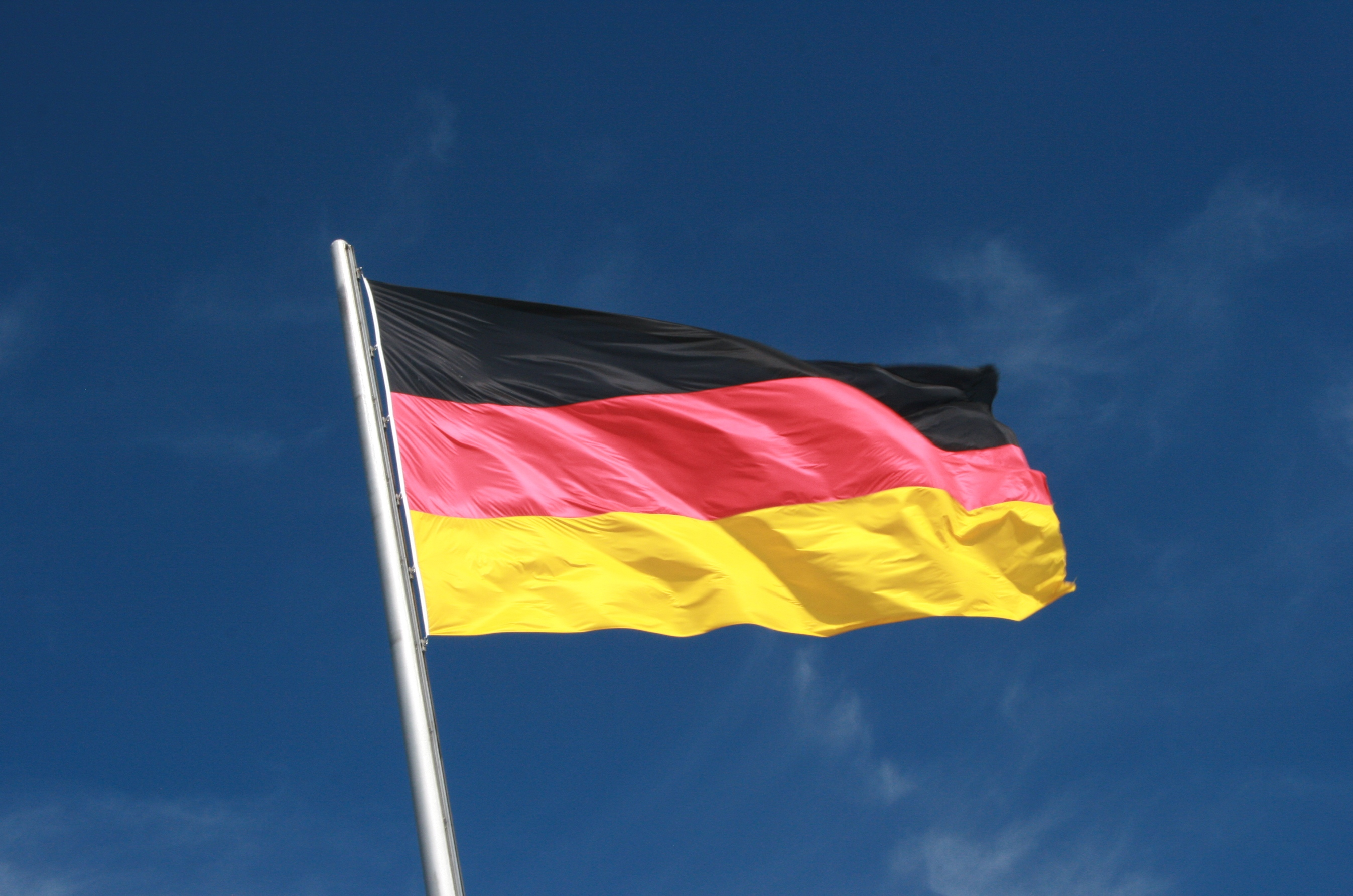
Quốc kỳ Đức, đồng thời là cờ dân sự

Một lá cờ dân sự là một biến thể của quốc kỳ được phép sử dụng bởi dân thường tại các cơ sở và địa điểm không thuộc chính phủ. Việc sử dụng cờ dân sự đã từng phổ biến hơn hiện nay, nhằm đánh dấu cơ sở hạ tầng hoặc tàu thuyền không thuộc quân đội.
Tại một số nước, cờ dân sự có thiết kế đồng nhất với cờ nhà nước nhưng không mang quốc huy, ví dụ như trường hợp của Peru, Serbia and Tây Ban Nha. Trong các trường hợp khác, cờ dân sự là biến thể của quân kỳ.
Như ví dụ bên, quốc kỳ có thể là cờ nhà nước hoặc cờ dân sự. Thông thường: 
- Nếu quốc kỳ là cờ dân sự, người dân không được phép sử dụng cờ nhà nước bừa bãi.
- Nếu quốc kỳ là cờ nhà nước, người dân có thể có quyền sử dụng cả cờ dân sự và cờ nhà nước, tùy theo luật pháp mỗi quốc gia.

Tại khu vực Scandinavia, cờ dân sự là biến thể mang thiết kế đuôi nheo của cờ nhà nước và quân kỳ. Và tại nhiều quốc gia khác, đặc biệt là các nước từng bị ảnh hưởng bởi Đế quốc Anh, có cờ dân sự rất khác biệt với quốc kỳ hoặc cờ nhà nước (chính xác hơn là cờ hiệu dân sự) với mục đích sử dụng trên biển, phần lớn dựa trên cờ hiệu đỏ (lá cờ Union jack nằm ở góc trên một nền đỏ).